# Mwingi (distrikt)
Mwingi är ett av Kenyas 71 administrativa distrikt, och ligger i provinsen Östprovinsen. År 1999 hade distriktet 303 828 invånare. Huvudorten är Mwingi.